# Municipis de Colòmbia

Municipis de Colòmbia

Els municipis de Colòmbia corresponen al segon nivell de divisió administrativa a Colòmbia. L'agrupació de municipis conforma els departaments. Colòmbia posseeix en l'actualitat devers 1102 municipis, incloent-hi els 10 Districtes que es compten com a municipis. Els últims municipis creats foren Guachené al departament del Cauca (desembre de 2006), San José de Uré i Tuchín al departament de Córdoba (abril de 2007, tot i que la creació de Tuchín fou revertida), Norosí al departament de Bolívar (desembre de 2007), Barrancominas a Guainía (juliol de 2019) i Nuevo Belén de Bajirá al Chocó (desembre de 2022).